# Eyón

Mapa de la Antigua Macedonia con la ubicación de Eyón, en la desembocadura del río Estrimón, junto al golfo Estrimónico.

Eyón o Eón (griego antiguo Ἠϊών) fue una ciudad de Tracia situada en la margen izquierda de la desembocadura del Estrimón, río que discurre a través de Macedonia, y desemboca en el Mar Egeo, en el Golfo Estrimónico. 
Eyón estaba próxima al monte Pangeo (distante de Eyón unos 20 km en dirección noroeste) famoso en la Antigüedad por su riqueza aurífera.
No debe ser confundida con otra ciudad Tracia llamada también Eón.

## Historia

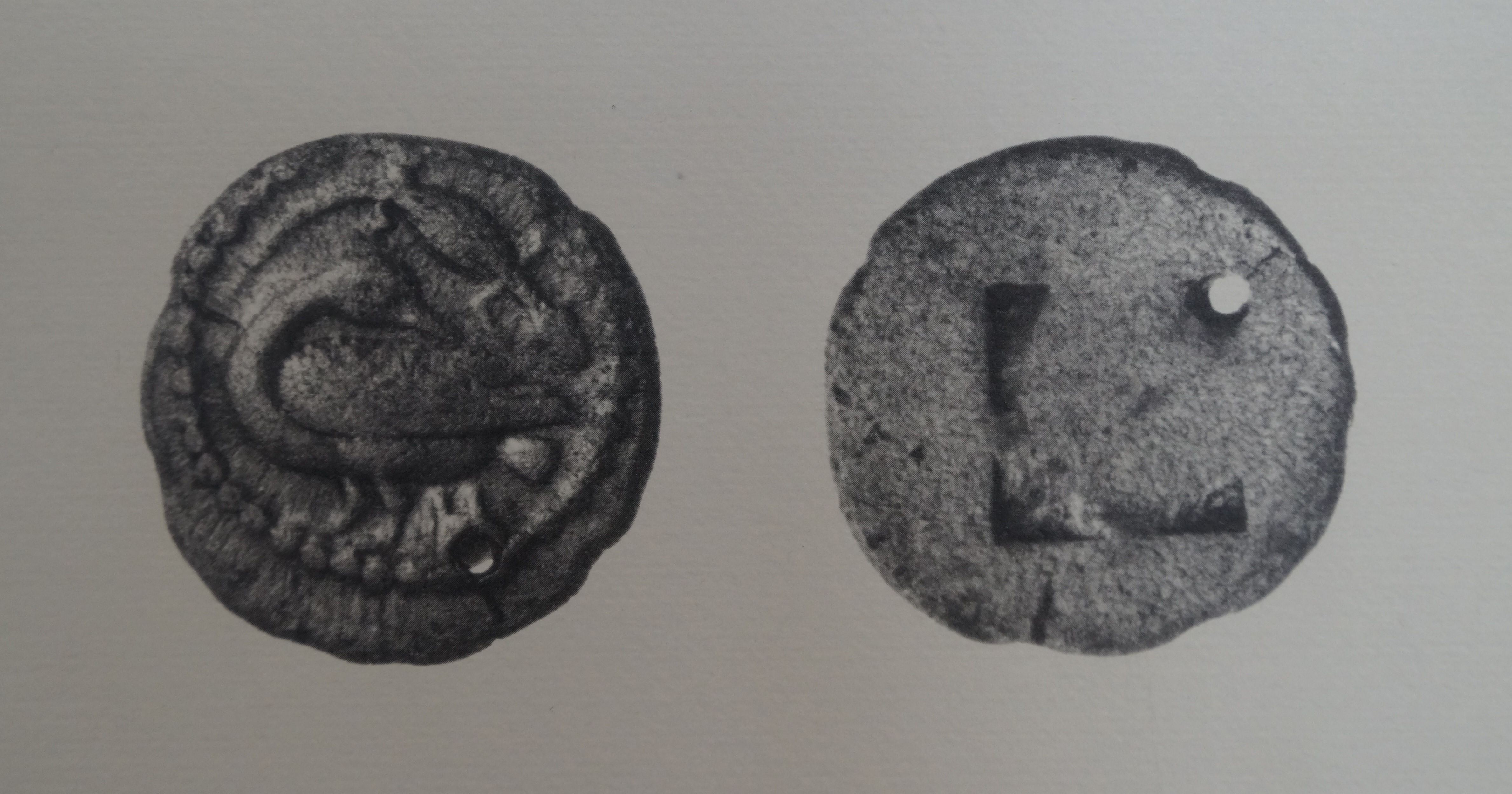
Moneda antigua de Eyón.

Fue ocupada por los persas en el periodo posterior de las guerras médicas (476 a. C.) El rey persa Jerjes I, al regresar a Persia, se embarcó en Eyón.
En el 476-475 a. C., la Liga de Delos, bajo el mando del general ateniense Cimón, hijo de Milcíades, sitió la ciudad, que fue defendida heroicamente por Boges, un gobernador medo. Para expugnarla desvió el curso del río hasta la muralla, que cedió bajo la acción del agua. Los habitantes fueron convertidos en esclavos.
La captura de Eyón fue el comienzo de una campaña militar emprendida por la recién formada Liga de Delos, cuyo objetivo era limpiar el Mar Egeo de barcos persas y piratas, para facilitar el acceso de Atenas al Helesponto.
La cercana colonia de Anfípolis fue fundada en 437 a. C. a unos 5 km hacia arriba en las márgenes del río Estrimón. Hagnón envió a ella diez mil atenienses para colonizarla y utilizó a Eyón como base de operaciones.
Para los atenienses fue de una considerable importancia estratégica durante la guerra del Peloponeso. En 424 a. C., el comandante ateniense Arístides interceptó en Eyón a un mensajero persa llamado Artafernes. El mensaje, era una carta del rey persa Artajerjes I, que hablaba de unas peticiones que les había hecho a los espartanos.
En el invierno de 424-423 a. C. el general espartano Brásidas, con sus aliados tracios, capturó Anfípolis. Cleón, derrotado, se replegó en Eyón. A continuación, Brásidas marchó contra Eyón, que fue atacada por tierra y mar, pero fue rechazado por Tucídides, que había llegado desde Tasos. Aunque retuvo Eyón, Tucídides fue condenado al ostracismo por haber fracasado en la defensa de Anfípolis.
En un periodo posterior, cuya cronología se desconoce aunque probablemente estuvo relacionado con los enfrentamientos de Cares de Atenas contra Filipo II de Macedonia, Eyón fue arrasada por los atenienses, según un fragmento de Teopompo.
Tras el declive de la ciudad de Anfípolis que tuvo lugar a partir de las invasiones eslavas del siglo VI, la población de la zona pasó a concentrarse en el área de Eyón, que era llamada Chrysopolis en el periodo bizantino.
Su acrópolis se identifica con unos restos hallados en la colina de Profitis Elias que pertenecen a un periodo entre los siglos VII y V a. C. También se han atribuido a Eyón algunas monedas halladas en la zona.
Eyón era conocida a principios del siglo XIX como Rendina, de ahí el anterior nombre de Golfo de Rendina para el Golfo Estrimónico.